# Carrigans
Carrigans (iriska: An Carraigín) är en ort i republiken Irland.   Den ligger i grevskapet County Donegal och provinsen Ulster, i den norra delen av landet, 190 km norr om huvudstaden Dublin. Carrigans ligger 10 meter över havet och antalet invånare är 336.
Terrängen runt Carrigans är platt västerut, men österut är den kuperad. Carrigans ligger nere i en dal.Runt Carrigans är det ganska tätbefolkat, med 111 invånare per kvadratkilometer. Närmaste större samhälle är Letterkenny, 19,1 km väster om Carrigans. Trakten runt Carrigans består i huvudsak av gräsmarker.